# Lake Helen
Lake Helen – miasto w Stanach Zjednoczonych, w stanie Floryda, w hrabstwie Volusia.